# Margarita Marbler
Margarita Marbler z d. Olejnikowa (ur. 16 lipca 1975 w Pietropawłowsku Kamczackim) – austriacka narciarka pochodzenia rosyjskiego, specjalistka narciarstwa dowolnego. W 1995 r. wyszła za mąż za Austriaka Haralda Marblera i od tej pory reprezentowała Austrię. Zdobyła brązowe medale w jeździe po muldach podczas mistrzostw świata w Ruka i jeździe po muldach podwójnych na mistrzostwach świata w Madonna di Campiglio. Jej najlepszym wynikiem olimpijskim jest 6. miejsce w jeździe po muldach na igrzyskach olimpijskich w Vancouver.
Najlepsze wyniki w Pucharze Świata osiągnęła w sezonie 2002/2003, kiedy to zajęła trzecie miejsce w klasyfikacji generalnej i klasyfikacji jazdy po muldach, a w klasyfikacji muld podwójnych wywalczyła Małą Kryształową Kulę. Ponadto w sezonach 2003/2004, 2004/2005, 2006/2007 i 2007/2008 również była trzecia w klasyfikacji jazdy po muldach.
W 2010 roku zakończyła karierę.

## Osiągnięcia

### Igrzyska olimpijskie
| Miejsce | Dzień      | Rok  | Miejscowość    | Konkurencja      | Zwycięzca      |
| ------- | ---------- | ---- | -------------- | ---------------- | -------------- |
| 10.     | 9 lutego   | 2002 | Salt Lake City | Jazda po muldach | Kari Traa      |
| 17.     | 11 lutego  | 2006 | Turyn          | Jazda po muldach | Jennifer Heil  |
| 6.      | 131 lutego | 2010 | Vancouver      | Jazda po muldach | Hannah Kearney |

### Mistrzostwa świata
| Miejsce | Dzień       | Rok  | Miejscowość          | Konkurencja      | Zwycięzca       |
| ------- | ----------- | ---- | -------------------- | ---------------- | --------------- |
| 16.     | 19 stycznia | 2001 | Whistler             | Jazda po muldach | Kari Traa       |
| 9.      | 21 stycznia | 2001 | Whistler             | Muldy podwójne   | Kari Traa       |
| 23.     | 31 stycznia | 2003 | Deer Valley          | Jazda po muldach | Kari Traa       |
| 9.      | 1 lutego    | 2003 | Deer Valley          | Muldy podwójne   | Kari Traa       |
| 3.      | 19 marca    | 2005 | Ruka                 | Jazda po muldach | Hannah Kearney  |
| 9.      | 20 marca    | 2005 | Ruka                 | Muldy podwójne   | Jennifer Heil   |
| 7.      | 9 marca     | 2007 | Madonna di Campiglio | Jazda po muldach | Kristi Richards |
| 3.      | 10 marca    | 2007 | Madonna di Campiglio | Muldy podwójne   | Jennifer Heil   |
| 7.      | 7 marca     | 2009 | Inawashiro           | Jazda po muldach | Aiko Uemura     |
| 9.      | 8 marca     | 2009 | Inawashiro           | Muldy podwójne   | Aiko Uemura     |

### Puchar Świata

#### Miejsca w klasyfikacji generalnej
- sezon 1994/1995: 70.
- sezon 1996/1997: 100.
- sezon 1997/1998: 49.
- sezon 1998/1999: 10.
- sezon 1999/2000: 26.
- sezon 2000/2001: 15.
- sezon 2001/2002: 12.
- sezon 2002/2003: 3.
- sezon 2003/2004: 10.
- sezon 2004/2005: 7.
- sezon 2005/2006: 32.
- sezon 2006/2007: 6.
- sezon 2007/2008: 11.
- sezon 2008/2009: 4.
- sezon 2009/2010: 15.

#### Miejsca na podium
1. Madarao – 20 lutego 1999 (Jazda po muldach) – 2. miejsce
2. Mont Tremblant – 12 stycznia 2001 (Jazda po muldach) – 3. miejsce
3. Steamboat Springs – 14 grudnia 2001 (Jazda po muldach) – 3. miejsce
4. Whistler – 26 stycznia 2002 (Jazda po muldach) – 2. miejsce
5. Madarao – 10 marca 2002 (Jazda po muldach) – 3. miejsce
6. Sauze d’Oulx – 7 grudnia 2002 (Jazda po muldach) – 3. miejsce
7. Tignes – 1 grudnia 2002 (Jazda po muldach) – 1. miejsce
8. Fernie – 25 stycznia 2003 (Muldy podwójne) – 3. miejsce
9. Madarao – 22 lutego 2003 (Muldy podwójne) – 3. miejsce
10. Madarao – 23 lutego 2003 (Jazda po muldach) – 1. miejsce
11. Madonna di Campiglio – 19 grudnia 2003 (Jazda po muldach) – 3. miejsce
12. Deer Valley – 31 stycznia 2004 (Muldy podwójne) – 3. miejsce
13. Špindlerův Mlýn – 29 stycznia 2004 (Jazda po muldach) – 3. miejsce
14. Inawashiro – 14 lutego 2004 (Jazda po muldach) – 1. miejsce
15. Inawashiro – 15 lutego 2004 (Muldy podwójne) – 1. miejsce
16. Naeba – 22 lutego 2004 (Jazda po muldach) – 2. miejsce
17. Airolo – 7 marca 2004 (Jazda po muldach) – 2. miejsce
18. Sauze d’Oulx – 14 marca 2004 (Jazda po muldach) – 3. miejsce
19. Mont Tremblant – 8 stycznia 2005 (Jazda po muldach) – 2. miejsce
20. Deer Valley – 27 stycznia 2005 (Jazda po muldach) – 2. miejsce
21. Inawashiro – 5 lutego 2005 (Jazda po muldach) – 2. miejsce
22. Voss – 26 lutego 2005 (Jazda po muldach) – 2. miejsce
23. Madonna di Campiglio – 28 stycznia 2006 (Jazda po muldach) – 3. miejsce
24. Mont Gabriel – 6 stycznia 2007 (Jazda po muldach) – 3. miejsce
25. La Plagne – 5 lutego 2007 (Jazda po muldach) – 3. miejsce
26. Voss – 2 marca 2007 (Jazda po muldach) – 2. miejsce
27. Voss – 3 marca 2007 (Jazda po muldach) – 2. miejsce
28. Tignes – 13 grudnia 2007 (Jazda po muldach) – 1. miejsce
29. Deer Valley – 2 lutego 2008 (Jazda po muldach) – 2. miejsce
30. Valmalenco – 15 marca 2008 (Jazda po muldach) – 2. miejsce
31. Deer Valley – 29 stycznia 2009 (Jazda po muldach) – 3. miejsce
32. Cypress Mountain – 7 lutego 2009 (Jazda po muldach) – 3. miejsce
33. Åre – 13 lutego 2009 (Jazda po muldach) – 1. miejsce
34. Åre – 14 lutego 2009 (Muldy podwójne) – 3. miejsce
35. La Plagne – 18 marca 2009 (Jazda po muldach) – 1. miejsce
36. Calgary – 8 stycznia 2010 (Jazda po muldach) – 3. miejsce
37. Sierra Nevada – 18 marca 2010 (Jazda po muldach) – 2. miejsce

W sumie 7 zwycięstw, 13 drugich i 17 trzecich miejsc.